# 王春贵
王春贵（1946年3月—），男，山西陵川人，中华人民共和国外交官。

## 生平
1969年，毕业于北京外国语学院。1973年，王春贵进入中华人民共和国外交部工作，先后在外交部亚洲司、西藏自治区人民政府外事办公室、驻印度大使馆任职。1994年，任外交部亚洲司副司长。1997年2月，出任中华人民共和国驻孟加拉国大使。2000年8月，出任中华人民共和国驻菲律宾大使。2004年4月，出任中华人民共和国驻马来西亚大使。2006年8月，自驻马来西亚大使离任。

## 家庭
已婚，有一子。